# 南丹阳郡
南丹阳郡，为梁、陈时的郡。梁武帝时，分丹阳郡立南丹杨郡，领永世县、湖熟县、句容县、溧阳县。天嘉五年（564年），南丹杨郡并入丹杨郡。